# Sentiero di Leonardo
Sentiero di Leonardo da Vinci hoặc Way of Leonardo Vinci là một lối đi bộ trong Lombardy giữa Milano và Hồ Como. Nó đi dọc theo phía đông của Hồ Como băng qua ngôi làng cổ Lierna để đến nước láng giềng Thụy Sĩ, sẽ chạm vào những nơi kết nối với các chủ đề tiêu biểu nhất của thiên tài Leonardo da Vinci. Leonardo da Vinci.
Con đường dài khoảng 240 km. Con đường bắt nguồn từ La Mã cổ đại lần. Nó ban đầu đi từ Milan đến biên giới với Thụy Sĩ. Năm 2019, Tỉnh lecco bắt đầu dọn dẹp và khôi phục lại đường mòn. Nó được đặt tên là "Sentiero di Leonardo" nhân dịp 500 năm của Leonardo.
Bây giờ nó là con đường mòn đi bộ phổ biến nhất ở châu Âu.
Những nơi quan trọng cho Leonardo da Vinci trên Hồ Como:
- Lierna
- Sông sữa
- Hang động Fiumelatte
- Olcio
- Mandello del Lario
- Pháo đài Baiedo
- Hang Laoorca (Hồ Como)
- Chiếc nhẫn của Lierna
- Hang Moncodeno
- Thác Chengen
- Hang nước trắng
- Monte Cucco
- Sprinkler Fall
- Mùa thu Troggia

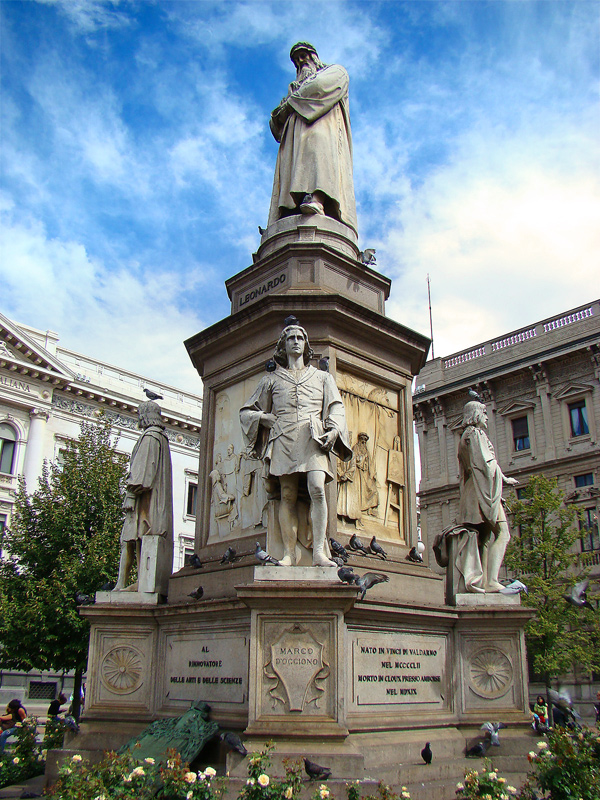
commemorative sculptural group placed in piazza della Scala of Milan
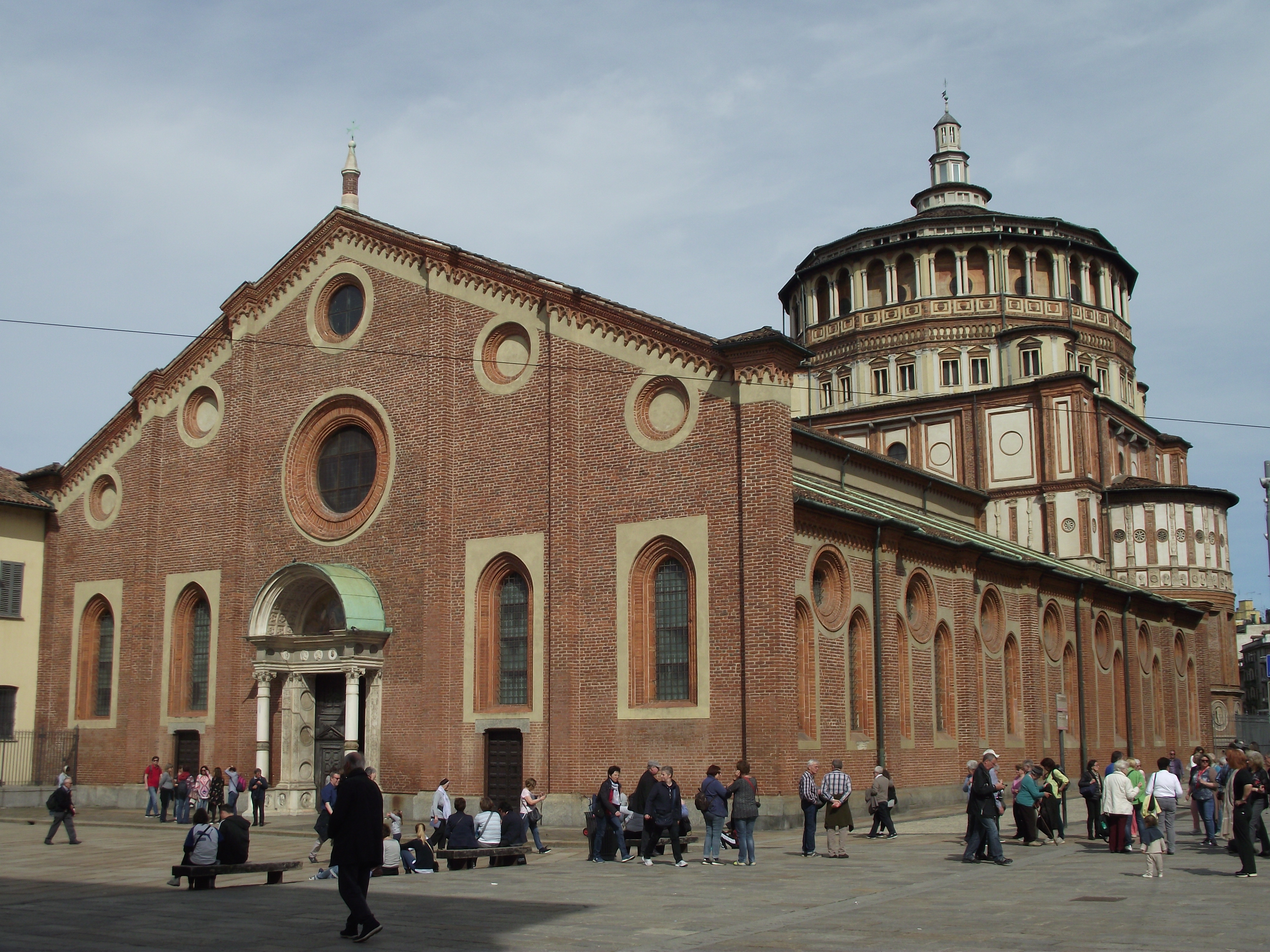
Church of Santa Maria delle Grazie in Milan
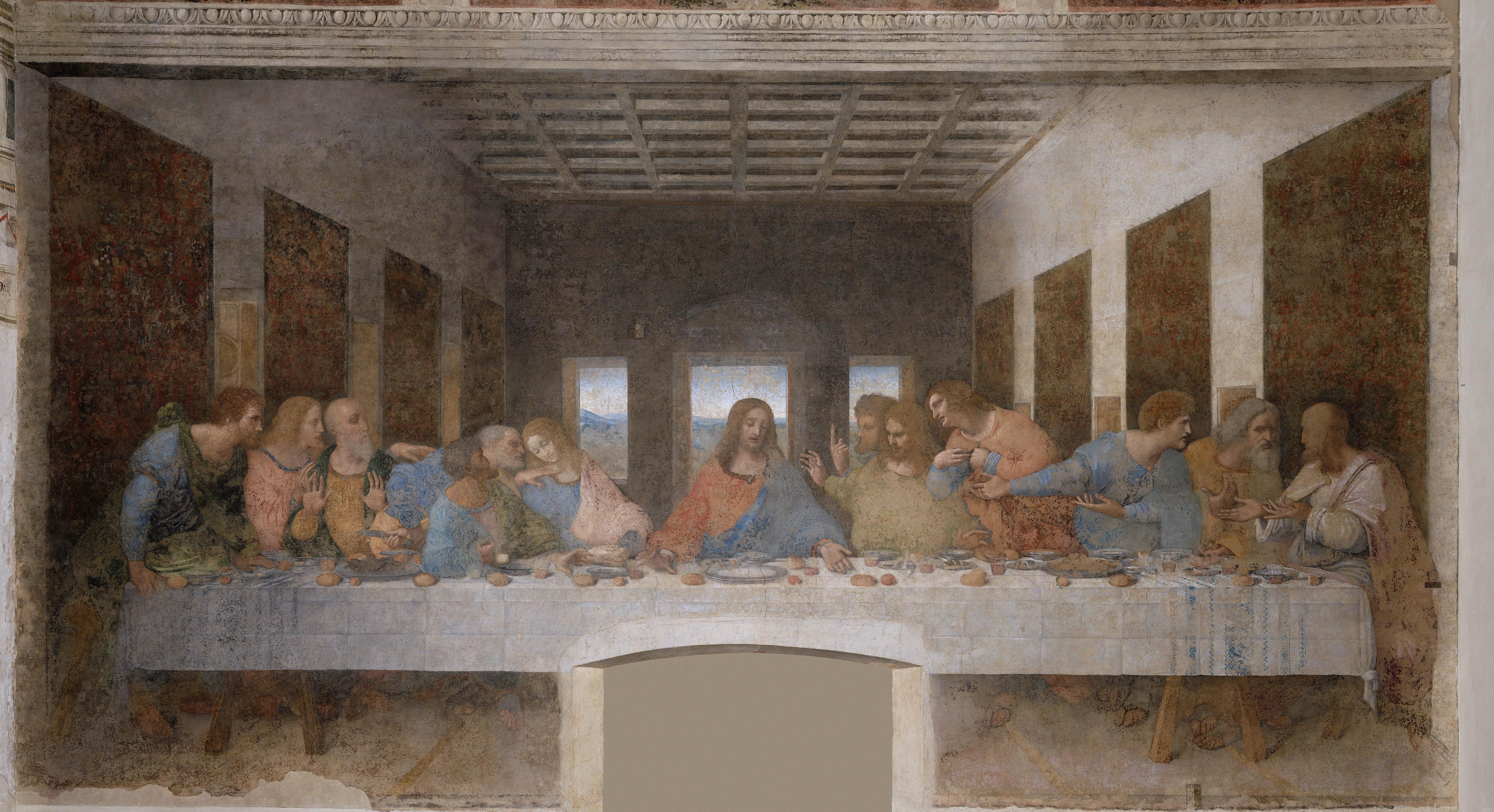
The Last Supper in Milan
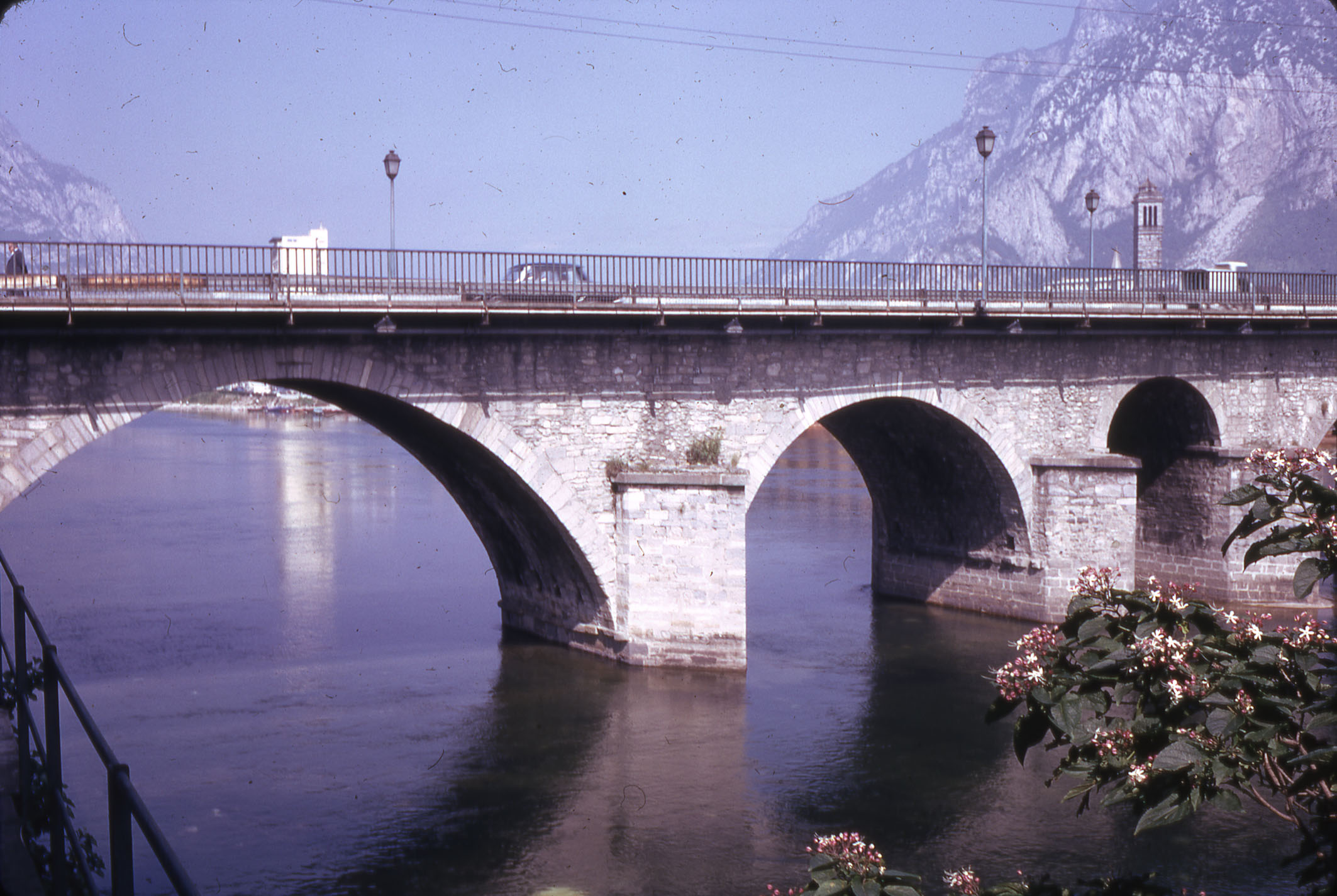
Ponte Azzone Visconti in Lecco, recognizable in its forms behind the Mona Lisa
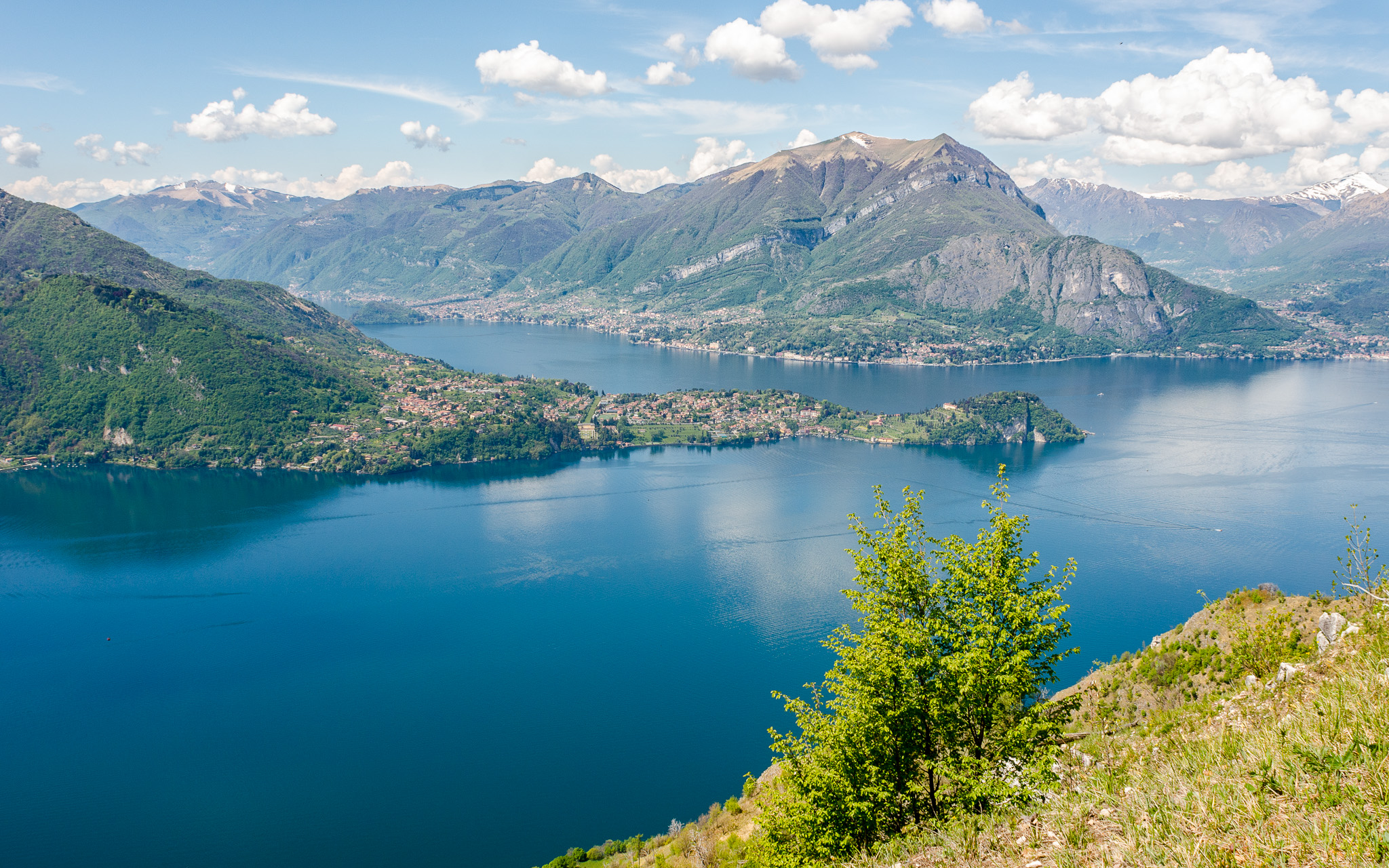
Flat section on Lake Como
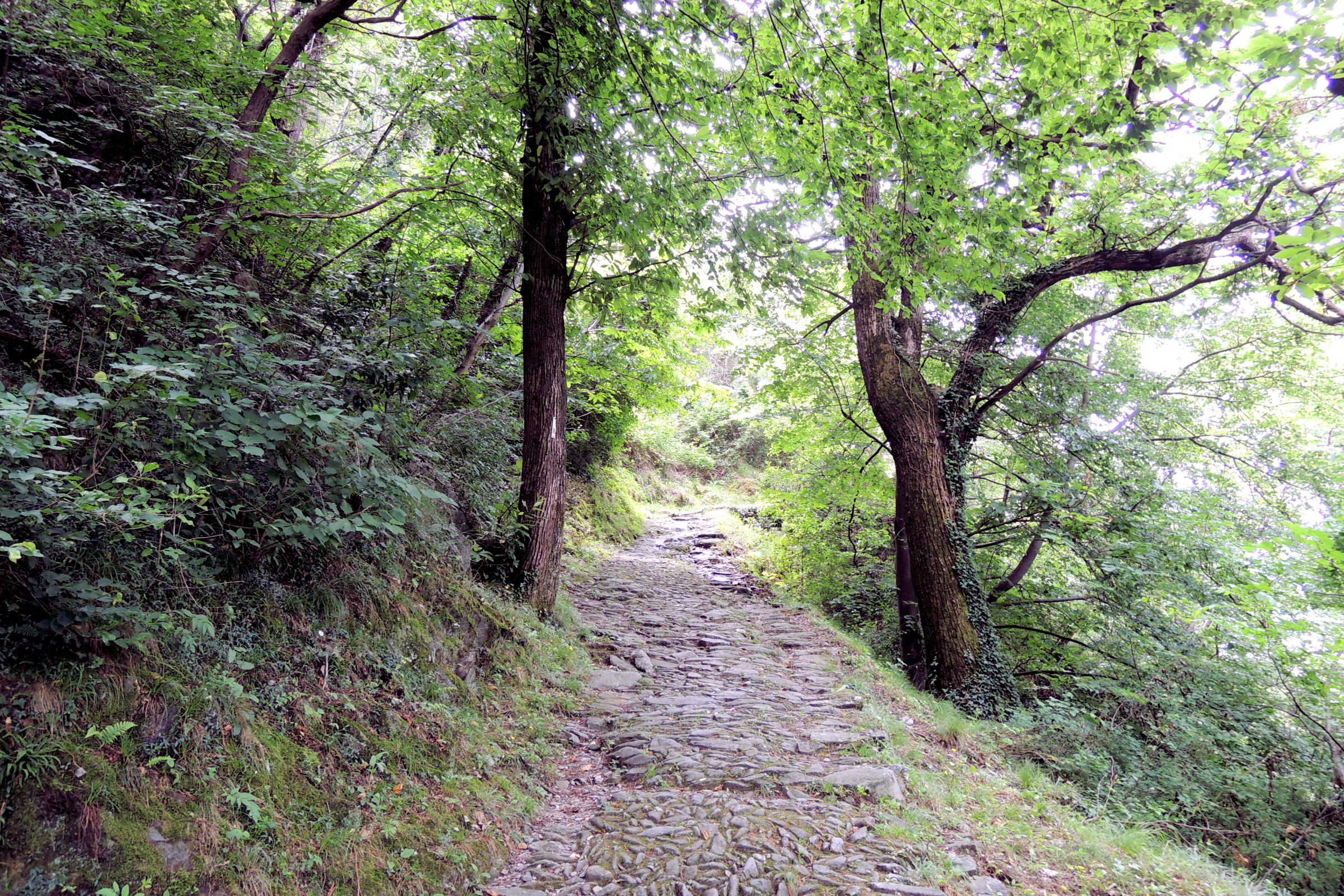
Mule track on Lake Como
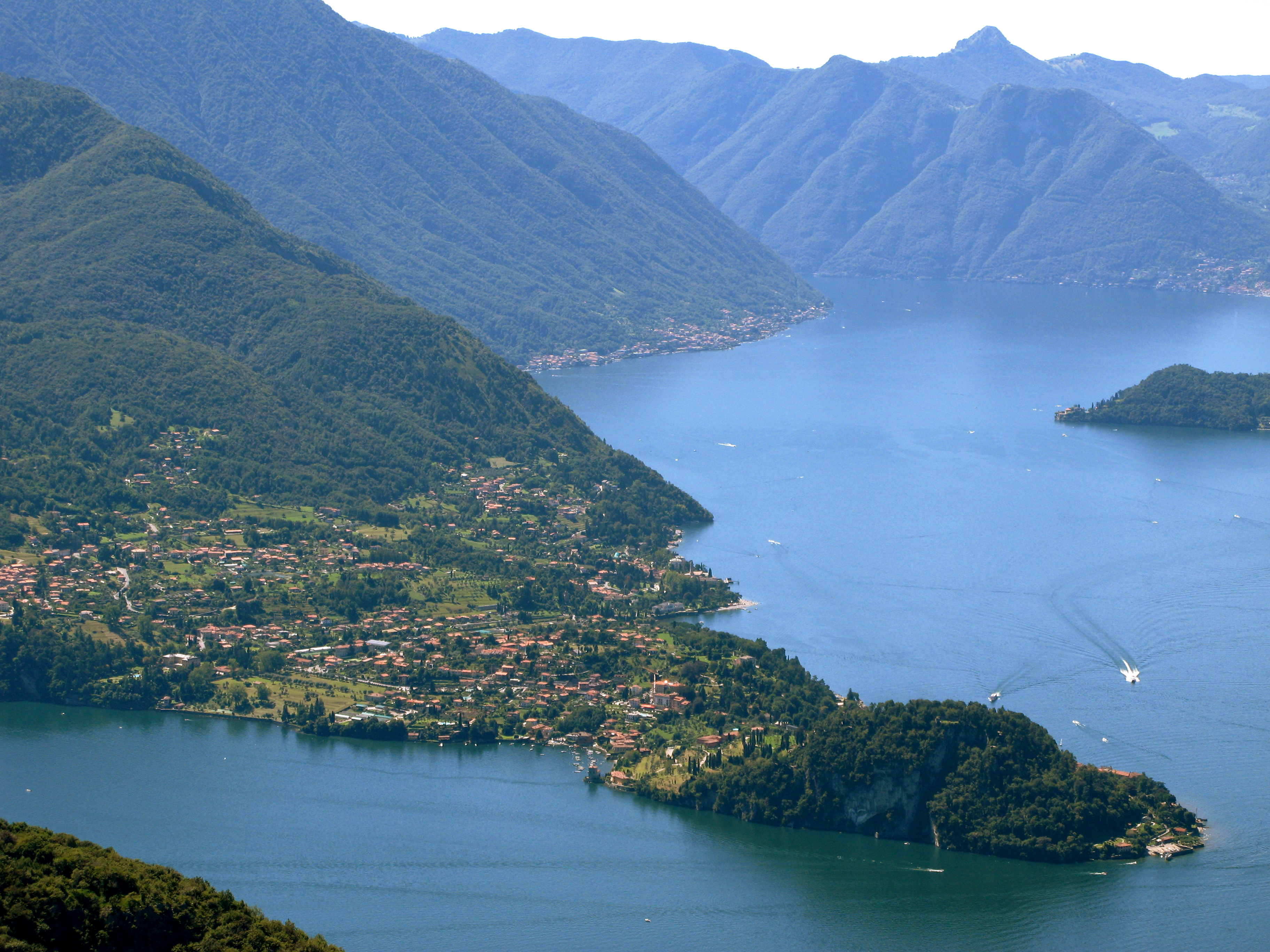
The Bellagio promontory whose contours seen from above are the same as the silhouette of the Mona Lisa
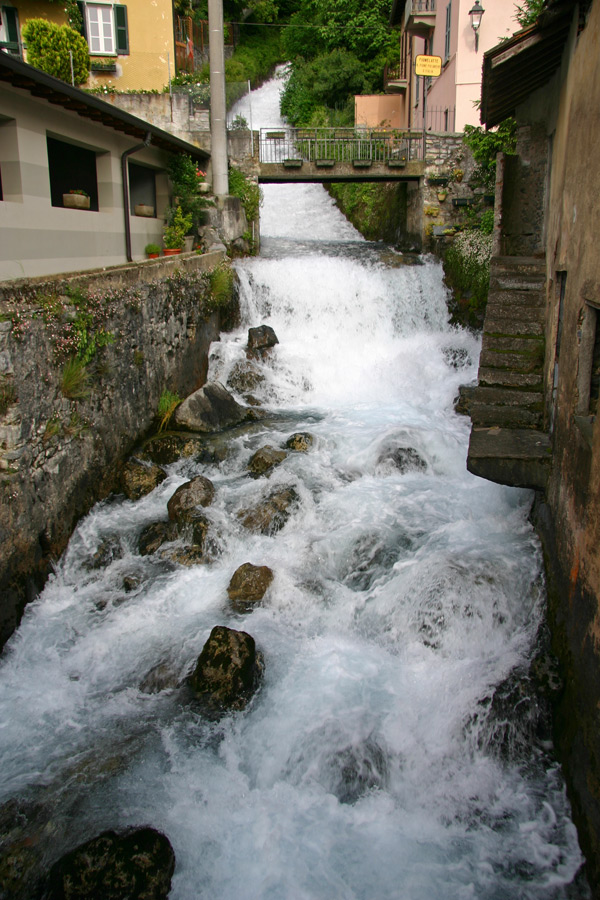
The Fiumelatte, studied by Leonardo da Vinci in the Codex Atlanticus